# Regnum Marianum

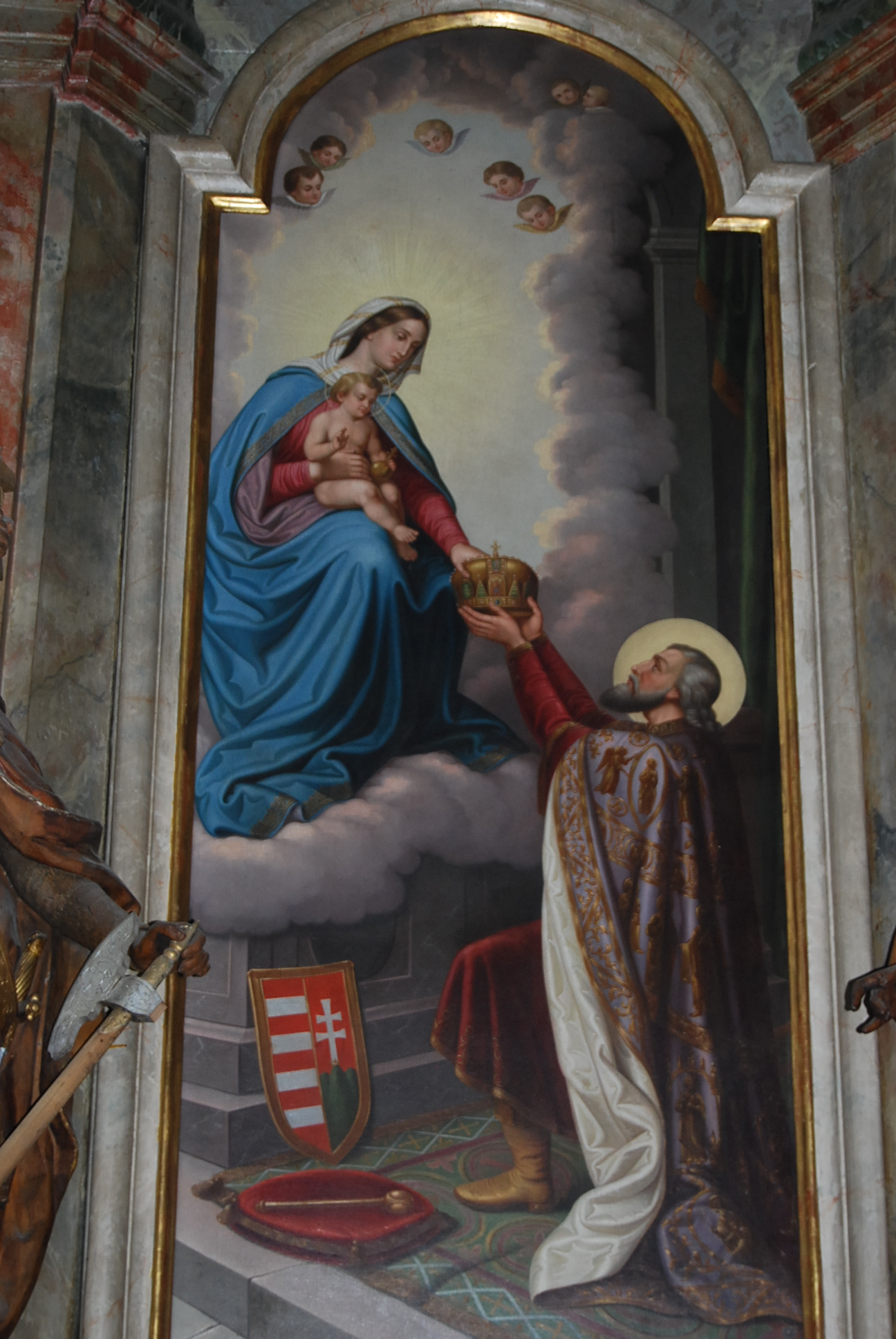
István felajánlja országát Szűz Máriának. Ferences templom, Ferenciek tere, Budapest

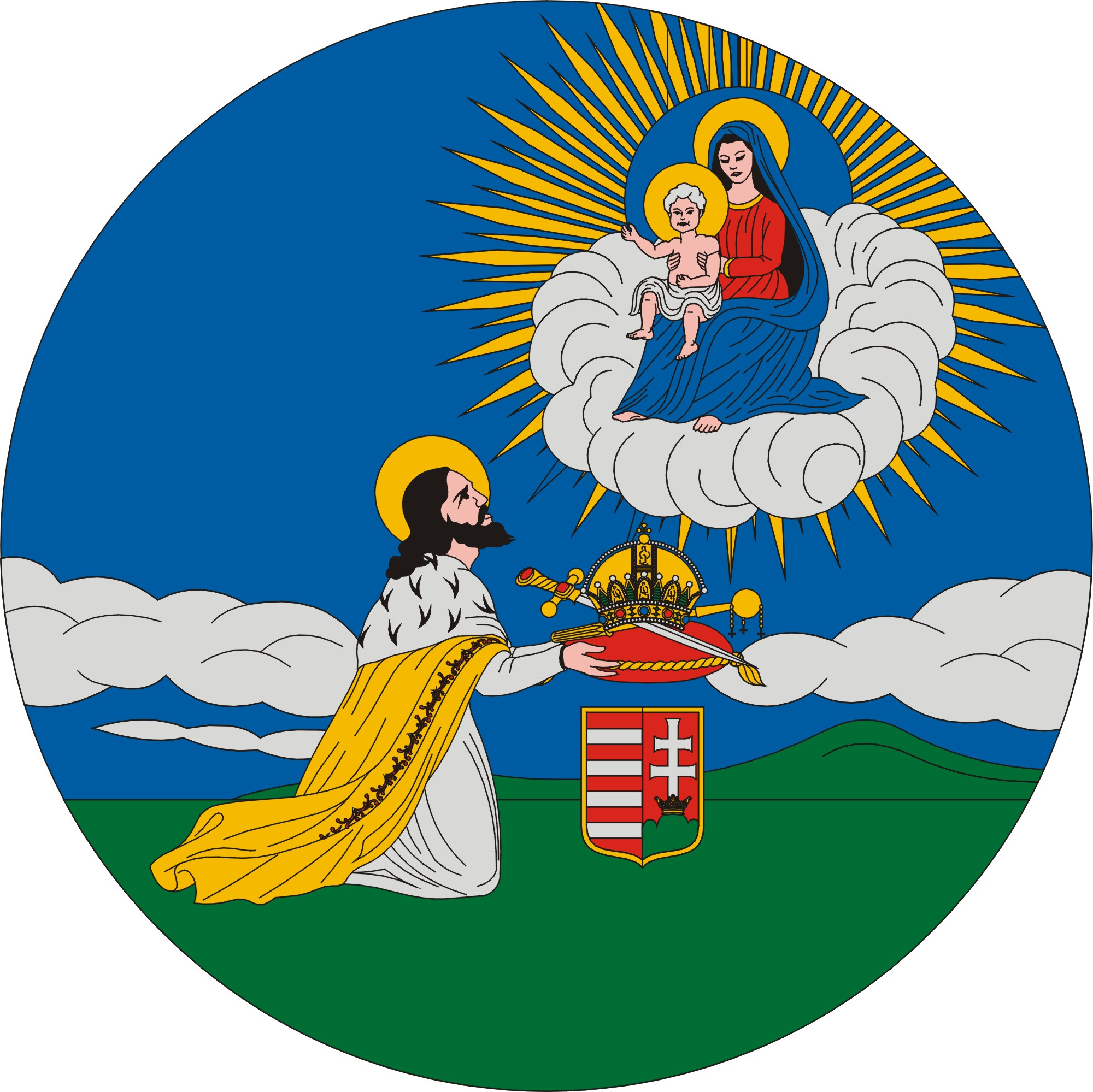
Fejér vármegye pecsétje az országfelajánlást ábrázolja. A hagyomány szerint az esemény a vármegye székhelyén, Székesfehérvárott történt

A Regnum Marianum Magyarország régi latin nyelvű katolikus elnevezése. Jelentése: Mária királysága. A kifejezés abból a hagyományból ered, mely szerint az örökös nélkül maradt Szent István király a halála előtti napon, vagyis 1038. augusztus 14-én Székesfehérvárott a Szent Koronát és az országot Szűz Máriának ajánlotta föl.
Végre Isten irgalmából, a százszoros jutalom díjára érdemesen, láz vette le lábáról, s mikor már nem volt kétséges halálának hamari napja, előszólította a püspököket és palotájának Krisztus nevét dicsőítő nagyjait; először megtárgyalta velük, hogy kit választanak helyette királynak. Majd atyailag intette őket, hogy őrizzék meg az igaz hitet, amelyet elnyertek; hogy az igazságot szeressék, az égi szeretet láncait kedveljék, gyakorolják a szeretetet, az alázatossággal törődjenek, de mindenekelőtt a kereszténység zsenge ültetvényén csőszködjenek. E szavak után kezét és szemét a csillagokra emelve így kiáltott fel: »Ég királynője, e világ jeles újjászerzője, végső könyörgéseimben a szentegyházat a püspökökkel, papokkal, az országot a néppel s az urakkal a te oltalmadra bízom; nékik utolsó Istenhozzádot mondva lelkemet kezedbe ajánlom.« ”
A Mária (mint védőszent) iránti vallásos tisztelet mindig jelentős volt Magyarországon, elképzelhető, hogy bizonyos kereszténység előtti hagyományokból is táplálkozva. Ez a pogány hagyomány lehet a forrása Mária Magyarországon használt különleges elnevezésének, a Boldogasszony-nak. Kölcsey Ferenc műve előtt a katolikus magyarság néphimnusza a Boldogasszony Anyánk egyházi ének volt. Az Üdvözlégy, Mária imádság magyar változatában az Asszonyunk, Szűz Mária, Istennek szent anyja szöveg szerepel az eredeti Szent Mária, Isten anyja helyett. Más országok is vannak, ahol Máriát Mi Asszonyunkként tisztelik.
A Regnum Marianum nevet gyakran használják arra, hogy hangsúlyozzák Magyarország és a katolicizmus szoros kapcsolatát. Néhány közösség saját maga elnevezésére is használja, hogy kifejezzék szándékukat, hogy életük méltó legyen Máriához.